# László Nemes
László Nemes, rodným jménem László Nemes Jeles (maďarsky Nemes Jeles László; * 18. února 1977 Budapešť), je maďarský filmový režisér a scenárista. Jeho celovečerní debut Saulův syn (2015) vyhrál Velkou cenu na filmovém festivalu v Cannes, stal se prvním maďarským filmem, který získal Zlatý glóbus za nejlepší cizojazyčný film, a získal také Oscara za nejlepší cizojazyčný film.

## Život
László Nemes se narodil v Budapešti, ale vyrůstal v Paříži; jeho otec je filmový a divadelní režisér András Jeles (* 1945). Studoval historii, mezinárodní vztahy a scenáristiku, pak pracoval jako asistent filmových režisérů ve Francii i v Maďarsku, dva roky např. pracoval s Bélou Tarrem během jeho natáčení Muže z Londýna. Poté natočil svůj první krátký film Türelem (2007) a studoval režii v New Yorku. Od září 2011 strávil pět měsíců opět v Paříži, kde získal stipendium Cinéfondation; s Clarou Royerovou zde napsal první verzi Saulova syna. Na scénáři pak pracoval sedm měsíců v Jerusalem International Film Lab. Film pak měl premiéru v roce 2015 v hlavní soutěži na filmovém festivalu v Cannes a vyhrál zde Velkou cenu, druhé nejprestižnější ocenění festivalu. V lednu 2016 film získal Zlatý glóbus za nejlepší cizojazyčný film jako první maďarský film v historii (do té doby byly dva filmy nominovány, žádný ale cenu nezískal) a v únoru pak Oscara za nejlepší cizojazyčný film jako druhý maďarský film v historii.

## Filmografie
- Türelem, 2007 – krátký film
- The Counterpart, 2008 – krátký film
- Saulův syn (Saul fia), 2015
- Soumrak (Napszállta), 2018